# Manutjar Tschadaia
Manuchar Tskhadaia, född den 19 mars 1985 i Chobi, Georgiska SSR, Sovjetunionen, är en georgisk brottare som tog OS-brons i lättviktsbrottning vid de grekisk-romerska OS-brottningstävlingarna 2012 i London.